# Eric Koreng
Eric Koreng (Stralsund, 16 de maio de 1981) é um jogador de vôlei de praia alemão.

## Carreira
Em 2002, ao lado de Marcus Popp conquistou a medalha de ouro na primeira edição do Campeonato Mundial Universitário de Vôlei de Praia realizado em Le Moule.
Em 2008, disputou a edição dos Jogos Olímpicos de Verão cuja sede foi em Pequim ao lado de David Klemperer  e após eliminação nas quartas de final terminaram na quinta posição.

## Premiações individuais
- Melhor Sacador do Circuito Mundial de Vôlei de Praia de 2012
- Melhor Sacador do Circuito Mundial de Vôlei de Praia de 2011